# Ars grammatica
O ars grammatica (em inglês:  art of grammar) é um título genérico ou próprio para pesquisas sobre a gramática latina. Sua primeira aparição parece ter sido composta por Remmius Palaemon (primeiro século EC), entretanto, está perdida.  A ars grammatica mais famosa desde a antiguidade tardia foi a composta por Donatus, que era um gramático latino do século IV. Foi o gramático mais influente do seu tempo.

## Ars Grammaticade Donato
São dois os trabalhos circulam sob o nome de Donatus: "artes grammaticae". A primeira, a Ars Minor, é uma breve visão geral das oito partes do discurso: 
1. substantivo;
2. pronome;
3. verbo;
4. advérbio;
5. particípio;
6. conjunção;
7. preposição; e
8. interjeição.

(nomen, pronomen, verbum, adverbium, participium, conjunctio, praepositio, interjectio ). 
O texto é apresentado inteiramente em formato de perguntas e respostas (ex.: "Quantos números tem um substantivo?" "Dois: singular e plural." ). 
Já a segunda parte do trabalho de Donatus é intitulada como Ars Maior, o seu conteúdo é um pouco mais extenso e mais elevado. Consiste em uma lista de falhas e graças estilísticas, incluindo figuras de linguagem como metáforas, sinédoques, alegorias e sarcasmos. Donatus também acrescenta esquemas como zeugma e anáfora.

## Ars Grammaticade Diomedes

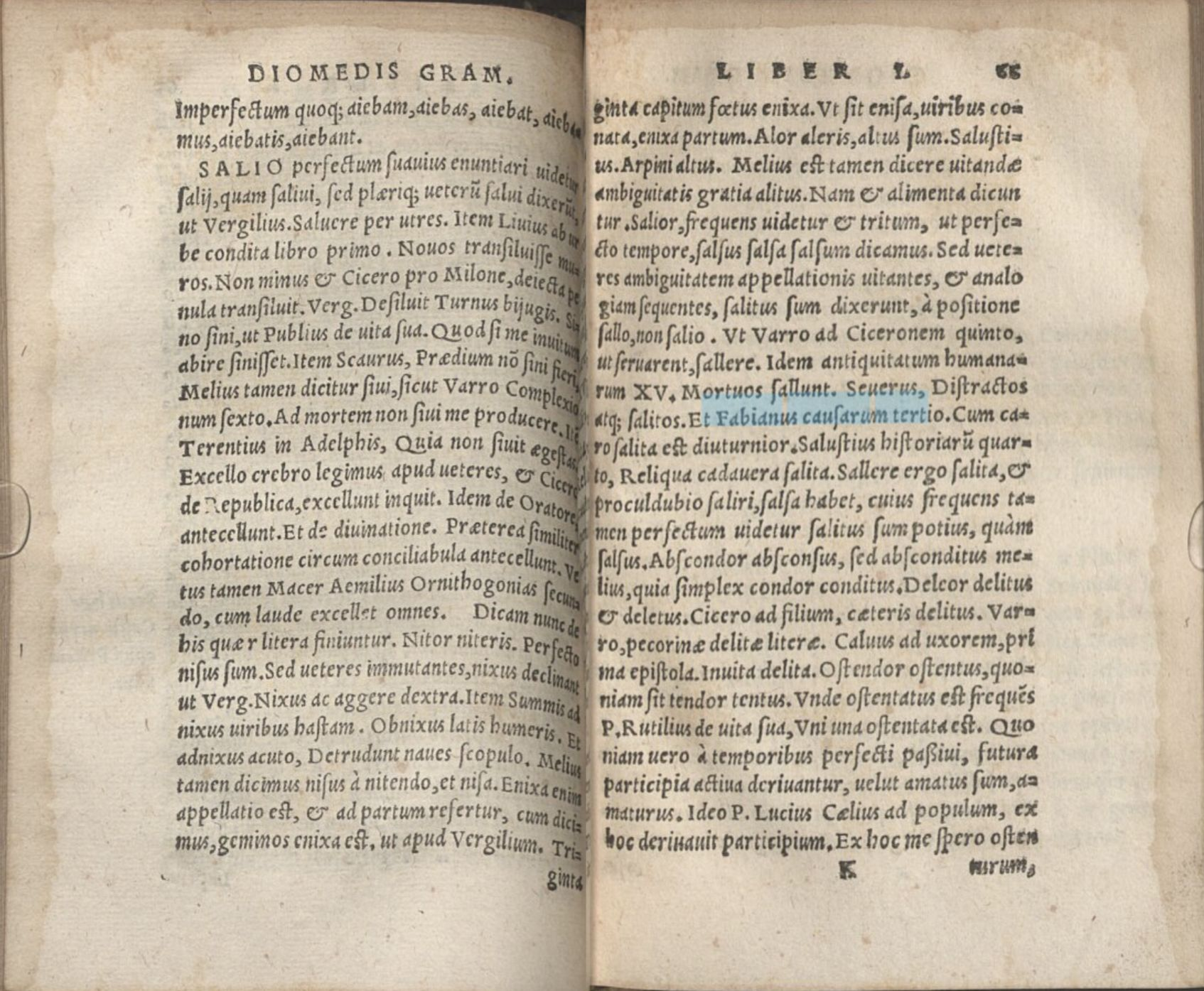
Edição de 1542 da Ars grammatica de Diomedes

O "Ars Grammatica" ou "De Oratione et Partibus Orationis et Vario Genere Metrorum libri III" de Diomedes Grammaticus é um tratado gramatical latino. Diomedes provavelmente escreveu no final do século IV dC. O tratado, à sua época, foi dedicado a um certo Atanásio. 
- Livro I as oito partes do discurso
- Livro II as idéias elementares de gramática e de estilo
- Livro III poesia, quantidade e metros

O terceiro livro sobre poesia é particularmente valioso, contendo extratos do "De poetica" de Suetônio. Este livro contém uma das listas mais completas de tipos de hexâmetros dactílicos da antiguidade, incluindo o teres versus, que pode ser a chamada linha áurea.
O Ars de Diomedes ainda existe em uma forma completa (embora provavelmente abreviada). Foi publicado pela primeira vez em uma coleção de gramáticos latinos impressos em Veneza por Nicolas Jenson por volta de 1476. A melhor edição da Ars Grammatica de Diomedes está em Grammatici Latini vol. Eu por Heinrich Keil.

## Ars Grammaticade Alcuin
Por volta do ano de 790 a.C., Alcuin of York, professor inglês, compôs uma Ars grammatica como a primeira de um grupo de quatro opera didascalica ("obras educativas") em forma de perguntas e respostas que foi profundamente influênciado pela Ars grammatica de Donato. Os outros três textos foram De orthographia, Ars retórica e De dialectica. A Ars grammatica de Alcuin começa com uma seção Disputatio de vera philosophia que se pode traduzir como: diálogo sobre a verdadeira filosofia. Na avaliação de Rita Copeland e Ineke Sluiter, "o conteúdo dessas obras é altamente derivado, mas a pedagogia é inovadora, e a forma como o trabalho de compilação foi executado dá um novo toque ideológico ao material tradicional'. 

## Outras obras dears grammatica
Outras obras existentes de Ars grammatica foram escritas por
- Carísio (quarto século) [5]
- Caio Mário Vitorino (século IV) [6]
- Maurus Servius Honoratus (quarto ao quinto século)
- Pseudo- Remmius Palaemon